# アイ,トーニャ 史上最大のスキャンダル
『アイ,トーニャ 史上最大のスキャンダル』（アイ トーニャ しじょうさいだいのスキャンダル、I, Tonya）は、2017年のアメリカ合衆国の伝記映画。監督はクレイグ・ギレスピー、主演はマーゴット・ロビーが務めた。
1990年代にフィギュアスケート界を揺るがしたスキャンダル「ナンシー・ケリガン襲撃事件」の中心人物トーニャ・ハーディングの半生を描いている。

## ストーリー
1970年11月に生まれたトーニャ・ハーディングは4才でフィギュアスケートの才覚を見せ、母親にスケート教室に通わされた。母はアイスショーで稼げる可能性にかけたのだ。トーニャはわずか半年で大会で優勝し、12歳でトリプルルッツを飛ぶなど優れた才能を持っていた。一方、私生活では裕福ではない家で冷酷で粗暴な母ラヴォナに暴言を浴びせられる毎日で、心の拠り所であった優しい父はラヴォナとの諍いを切っ掛けに家を出て行ってしまう。
15歳になったトーニャはジェフ・ギルーリーと出会うと、間もなくして恋人になる。粗暴なジェフとの関係は決して円満とは言えなかったが、ラヴォナと暮らしてきたトーニャにとっては然したる問題ではなかった。
1986年。スケートアメリカに出場したトーニャはノーミスで演技を終えたが、衣装も手作りのトーニャはミスをした選手に芸術点で負け、2位という結果に納得がいかず、トリプルアクセルに挑戦することを決める。ラヴォナは金をかけても結果を残せないトーニャに苛立ち、口論の末に投げたナイフがトーニャの腕に浅く刺さってしまう。トーニャは家を出てジェフと同棲を始め幸せな日々を送るが、選民的で高慢なアメリカのトップスケート界は貧しく態度の悪いトーニャに対して冷たい。ある大会での結果に納得できずジャッジにトーニャは暴言を吐き、コーチも解雇してしまう。やがてジェフと結婚したトーニャだが、ラヴォナには祝福されなかった。
1991年の全米フィギュアスケート選手権。トーニャはアメリカの女子選手として史上初めてトリプルアクセルを成功させ、念願の優勝を果たす。それから間もなくジェフとの関係に嫌気がさしたトーニャは家を出て行くが、続く世界フィギュアスケート選手権で2位になると、翌シーズンのスケートアメリカでも優勝する。
その後、ジェフとよりを戻し家に戻ることにしたトーニャだったが、アルベールビルオリンピックが近付くにつれ調子を崩していく。迎えたオリンピック本番、トーニャは全てのジャンプで着氷に失敗し、4位という結果に終わる。再びジェフとの関係は悪化し、2人は離婚した。
トーニャが生計を立てるためウエイトレスのアルバイトに勤しんでいると、かつてのコーチが現れてリレハンメルオリンピックの時期が早まったことを告げられる。再びコーチと組んだトーニャは真摯にトレーニングに取り組むが、結果は芳しくない。トーニャはオリンピックで結果を残すため、ジェフと一時的に復縁する。
1993年。地区大会に出場するトーニャに脅迫状が届く。ジェフはそれが他の女子選手からの妨害工作だと思い、全米フィギュアスケート選手権を控えたライバルのナンシー・ケリガンに脅迫状を送りつけることを提案する。しかし、実はトーニャへ脅迫状を送ったのはジェフの友人ショーンであり、彼はケリガンに脅迫状を送る計画も勝手に襲撃計画へと変更していた。
1994年1月6日、警棒を持った男がケリガンを襲撃し、膝を殴打する事件が発生する。翌日行われた全米フィギュアスケート選手権にケリガンは欠場し、一方のトーニャは優勝してオリンピックへの出場を決める。襲撃事件の捜査を始めたFBIはすぐに実行犯を逮捕すると、自分の手柄のように吹聴していたショーンも逮捕し、ジェフが首謀者だとの証言を得る。FBIの捜査に焦るジェフの様子から事件への関与を確信したトーニャはFBIに協力し、間もなくジェフも逮捕される。
世間が事件に注目する中、ラヴォナがトーニャを訪ねてくる。トーニャは優しいラヴォナの態度に涙を流すが、真相を執拗に聞き出そうとするラヴォナがテープレコーダーを隠し持っているのに気付く。娘をマスコミに売り渡そうとしたラヴォナを、トーニャは追い返す。
オリンピックまで3週間と迫ったある日、トーニャは会見を開いてジェフとの関係について謝罪すると同時に、事件への関与を否定する。出場権を剥奪すると言ってきたアメリカオリンピック委員会には1000万ドルの訴訟で対抗した。
なんとかオリンピックに出場できたトーニャだが、本番直前にスケート靴にトラブルが起き失格寸前の時間に登場すると、演技を開始して最初のジャンプミスを切っ掛けに演技を中断、ジャッジに嘆願して演技のやり直しが認められる。しかし、結果は8位と奮わなかった。
オリンピック後、トーニャは裁判所から執行猶予3年、計16万ドルの支払い（罰金10万ドル、検事局の費用1万ドル、スペシャルオリンピックス基金への寄付5万ドル）、奉仕活動500時間、精神鑑定を受けることを命じられる。加えて全米スケート協会の登録は抹消され、協会主催の大会やイベントに参加することが生涯禁止となる。トーニャは泣いて「服役するからスケートを続けさせてほしい」と懇願するが、決定は覆らなかった。
2003年。紆余曲折の末にプロボクサーとしてデビューしたトーニャが、何人かと対戦したところで物語の幕は下りる。

## キャスト
※括弧内は日本語吹替
- トーニャ・ハーディング: マーゴット・ロビー（佐古真弓）
- ジェフ・ギルーリー: セバスチャン・スタン（荒井勇樹） - トーニャの元夫。
- ラヴォナ・ゴールデン: アリソン・ジャネイ（定岡小百合） - トーニャの母親。
- ダイアン・ローリンソン: ジュリアンヌ・ニコルソン（西川侑津佳） - トーニャのコーチ。
- ショーン・エッカート: ポール・ウォルター・ハウザー（小林達也） - ジェフの友人。
- マーティン・マドックス: ボビー・カナヴェイル（谷内健） - 元「ハードコピー」リポーター。
- ドディ・ティーチマン: ボヤナ・ノヴァコヴィッチ - トーニャのコーチ。
- ナンシー・ケリガン: ケイトリン・カーヴァー（英語版）
- 4歳のトーニャ: メイジー・スミス
- 幼少期のトーニャ: マッケナ・グレイス

その他声の出演：山澤未紗、宇田川紫衣那、小林さとみ、宮本茉奈、佐藤友啓、武井和歩、細川祥央、辻田啓一、広瀬竜一
日本語版制作スタッフ 演出：青木正俊、翻訳：上田明子、制作：IMAGICA Lab.

## 製作
2016年3月21日、トーニャ・ハーディング役にマーゴット・ロビーが起用されたとの報道があった。6月14日、クレイグ・ギレスピーが本作のメガホンを取ると報じられた。10月21日、クラブハウス・ピクチャーズとラッキーチャップ・エンターテインメントが本作に出資すると報じられた。12月12日、ミラマックスが本作の全米配給権を購入したと発表した。13日、セバスチャン・スタンが本作に出演することになったという報道があった。15日、アリソン・ジャネイの出演が決まった。2017年1月9日、ポール・ウォルター・ハウザーが起用されたと報じられた。同月中にはジュリアンヌ・ニコルソンの出演も決まった。24日、ケイトリン・カーヴァー、マッケナ・グレイス、ボヤナ・ノヴァコヴィッチらが本作に出演する予定であると報じられた。
2017年1月下旬、本作の主要撮影がジョージア州のメイコンで始まった。スケートリンクでのシーンの撮影はメイコン・コロシアムで行われた。
トーニャを演じたマーゴット・ロビーは故郷オーストラリアでホッケーをしていたことから渡米後アイスホッケーチームに所属していた。本作が決まったのち、サラ・カワハラをコーチに、週5回、1日4時間のスケート訓練を4か月間行なった。スケーティングのシーンには二人のプロスケーターとCGも使用されている。

## 公開
2017年9月8日、本作はスペシャル・プレゼンテーション部門に出品されていた第42回トロント国際映画祭でプレミアを迎えた。ミラマックスが売却した配給権をめぐって、NetflixやCBSフィルムズ・ライオンズゲート、ネオンが激しい争奪戦を繰り広げたが、最終的にネオンが配給権を獲得した。

## 興行収入
2017年12月8日、本作は全米4館で限定公開され、公開初週末に26万4155ドルを稼ぎ出し、週末興行収入ランキング初登場20位となった。2018年1月19日には公開規模が799館にまで拡大され、公開週末に286万ドルを稼ぎ出し、週末興行収入ランキング13位となった。

## 評価
本作は第42回トロント国際映画祭で観客賞次点1位を獲得するなど極めて高い評価を得ている。第90回アカデミー賞では主演女優賞、編集賞などでノミネートを受け、アリソン・ジャネイが助演女優賞を受賞した。

### 映画批評家の評価
本作は批評家から絶賛されている。映画批評集積サイトのRotten Tomatoesには250件のレビューがあり、批評家支持率は90%、平均点は10点満点で7.8点となっている。サイト側による批評家の見解の要約は「マーゴット・ロビーとアリソン・ジャネイの名演のお陰で、『アイ,トーニャ 史上最大のスキャンダル』は悲劇的な要素への目配せを忘れることなく、実際にあった物語の中にユーモアを見出している。」となっている。また、Metacriticには44件のレビューがあり、加重平均値は77/100となっている。

### フィギュアスケート・ジャーナリストの評価
本作ではハーディングは母親と元夫の両方から虐待を受ける無垢な被害者として描かれているが、リレハンメル五輪当時から現場でハーディングを取材してきたアメリカのベテラン記者たちの間では、本作で描かれているハーディングは彼女本人を知らない第三者が創り上げた虚像だという批判的な声が圧倒的である。ノンフィクションライターの田村明子は、本作で強調されているほどハーディングがジャッジから冷遇され不当な評価を受けてきたとは思えないとしつつ、ケリガン襲撃事件は世間を揺るがせた事件ではあったがハーディングはコミュニティサービスという形で償いもすませており、その意味では事実はどうあれ本作のようにハーディングに同情的な視点で作られた映画もあっても良いのではないかとしている。

### 当事者の反応
ナンシー・ケリガンは「私はあの映画を見ていませんし、何か言うこともありません。」「自分の人生を生きるのに忙しいのです。」とコメントしている。また、ラヴォナ・ゴールデンは「トーニャの目の前で酒を飲んだことはないし、日常的に暴力を振るっていたということもない」という主旨のコメントをしている。本作の成功によりトークショーなどに登場したトーニャ・ハーディングは、映画の詳細はいくらか事実と違うと主張しながらも、自分に再びスポットライトが当たったことで嬉しそうであるという。